# Leander Lichti
Florian Leander Lichti (ur. 11 listopada 1976 w Marburgu) – niemiecki aktor.
W latach 1998–2002 studiował w Theaterakademie August Everding.
Od 2010 do 2019 był w związku z aktorką Julią Stinshoff, z którą ma bliźniaki. W grudniu 2020 doszło do separacji.

## Filmografia

### Filmy
- 1996: Niemand außer mir (TV) jako Leander
- 1999: Die Rache der Carola Waas (TV) jako Harald Manholt
- 1999: Todesengel (TV) jako Mo Herzog
- 2003: For You Tonight jako Franz
- 2004: Salon Brasil jako Flori
- 2009: Maata meren alla jako Hans
- 2009: Heiße Spur (TV) jako Brian Cusack
- 2010: Die letzte Lüge jako Ole
- 2010: Ukochana rodzina (Geliebte Familie) jako Laszlo Altman
- 2013: O rybaku i jego żonie (Vom Fischer und seiner Frau, TV) jako sługa Johann
- 2019: Statek marzeń: Antigua (Das Traumschiff: Antigua, TV) jako Sebastian Felber
- 2020: Otchłań (Landkrimi: Das Mädchen aus dem Bergsee) jako Georg
- 2020: Rosamunde Pilcher: O herbacie i miłości (Rosamunde Pilcher: Von Tee und Liebe, TV) jako Finn Huxley
- 2023: Statek marzeń: Bahamy (Das Traumschiff: Bahamas, TV) jako Philip Singer

### Seriale
- 1999: Schwarz greift ein jako Ulli Berthold
- 2002: Siska jako Steffen Brandt
- 2004: Wydział kryminalny Kitzbühel (SOKO Kitzbühel) jako Billy von Tratzberg
- 2004: Tierarzt Dr. Engel jako Tim Steinhäuser
- 2008: Wydział kryminalny Kitzbühel (SOKO Kitzbühel) jako Roland Hagen
- 2009: Górski lekarz (Der Bergdoktor) jako Sebastian Wegner
- 2011: Mord in bester Gesellschaft jako Jens
- 2012: Burza uczuć (Sturm der Liebe) jako Christian Weidenfels
- 2012: Kobra – oddział specjalny jako Daniel Lindlaub
- 2013: Klara i wszystko jasne (Alles Klara) jako Daniel Dombrowski
- 2014: Jednostka specjalna „Dunaj” jako Adrian Braga
- 2014: Wydział kryminalny Kitzbühel (SOKO Kitzbühel) jako Andreas Klinger
- 2014: Krąg miłości (Familie Dr. Kleist)
- 2018: In aller Freundschaft - Die jungen Ärzte jako Matthias Lohe
- 2018: Komisarz Heldt (Heldt) jako Falk Mommsen
- 2019: Die Spezialisten - Im Namen der Opfer jako Felix Franzen
- 2023: Rentnercops: Jeder Tag zählt! jako Dennis Kaminski
- 2023: Hotel Mondial jako Nicolas von Hohenfels